# Стенвиль, Этьен де
Граф Этьен де Стенвиль (фр. Etienne de Stainville; нем. Stephan von Stainville; ум. 10 октября 1720, Германштадт) — австрийский государственный и военный деятель.

## Биография
Сын барона Шарля де Стенвиля, сеньора де Деманж в Барруа, полковника Лотарингского пехотного полка, и Кретьенны де Шуазёль-Бопре.
Происходил из старинного лотарингского рода, известного с XIII века. Дед Этьена Рене де Стенвиль был главным конюшим Лотарингии, а прапрадед Антуан де Стенвиль (ум. 1566) — губернатором Бара.
Этьен де Стенвиль был императорским государственным советником, был возведен в графское достоинство.
После многих лет безупречной службы в 1698 году стал полковником 11-го кирасирского полка, сформированного в 1681 году фельдмаршалом графом Пальфи.
14 апреля 1704 произведен в генерал-фельдвахтмейстеры, 30 декабря 1705 в генерал-фельдмаршал-лейтенанты, 29 марта 1709 стал генералом кавалерии.
В ходе австро-турецкой войны в 1716 году действовал в Трансильвании, в следующем году овладел Малой Валахией, а командир венгерско-сербских частей Стафан Деттини 15 ноября 1716 занял Бухарест и вывез оттуда воеводу Николая Маврокордато с семьей в Германштадт, где они оставались до подписания мира.
6 мая 1717 был произведен в генерал-фельдмаршалы.
После заключения Пассаровицкого мира Стенвиль был назначен военным губернатором Трансильвании и Малой Валахии.
Не имея потомства, Этьен де Стенвиль назначил своим наследником племянника Франсуа-Жозефа де Шуазёля, сына его сестры Николь де Стенвиль и Франсуа-Жозефа де Шуазёля, барона де Бопре, при условии, что тот примет его имя и герб.